# Seppe Smits
Sebastien Smits –conocido como Seppe Smits– (Wilrijk, 13 de julio de 1991) es un deportista belga que compitió en snowboard, especialista en las pruebas de slopestyle y big air.
Ganó cinco medallas en el Campeonato Mundial de Snowboard entre los años 2009 y 2017. Adicionalmente, consiguió una medalla de bronce en los X Games de Invierno.

## Trayectoria deportiva
Comenzó a practicar el snowboard de forma profesional en 2006. En 2009 obtuvo su primera medalla internacional, plata en el Campeonato Mundial. En el Mundial de 2011 obtuvo dos medallas: oro en slopestyle y plata en big air.
En 2013 se hizo con el bronce en el Campeonato Mundial, en la prueba de big air. En el Mundial de 2017, celebrado en Sierra Nevada, logró la medalla de oro en el slopestyle.

## Medallero internacional
| Campeonato Mundial | Campeonato Mundial              | Campeonato Mundial | Campeonato Mundial |
| Año                | Lugar                           | Medalla            | Prueba             |
| ------------------ | ------------------------------- | ------------------ | ------------------ |
| 2009               | Hoengseong (Corea del Sur)      | Medalla de plata   | Big air            |
| 2011               | La Molina (España)              | Medalla de oro     | Slopestyle         |
| 2011               | La Molina (España)              | Medalla de plata   | Big air            |
| 2013               | Stoneham-et-Tewkesbury (Canadá) | Medalla de bronce  | Big air            |
| 2017               | Sierra Nevada (España)          | Medalla de oro     | Slopestyle         |

| X Games de Invierno | X Games de Invierno    | X Games de Invierno | X Games de Invierno |
| Año                 | Lugar                  | Medalla             | Prueba              |
| ------------------- | ---------------------- | ------------------- | ------------------- |
| 2013                | Aspen (Estados Unidos) | Medalla de bronce   | Slopestyle          |